# Obóz wędrowny
Obóz wędrowny – wyjazd, trwający minimum 5 dni, podczas którego uczestnicy nie mają stałego miejsca pobytu, przemieszczają się z miejsca na miejsce.
Obozy wędrowne są organizowane prywatnie, lub przez różnego rodzaju organizacje harcerskie, kluby turystyczne, studenckie koła przewodnickie, biura turystyczne (biura podróży) oraz inne organizacje.

## Specyfika
Jego uczestnicy zazwyczaj każdego dnia nocują w innym miejscu. Szczególną popularnością wśród organizatorów obozów wędrownych cieszą się noclegi w schroniskach i gospodarstwach agroturystycznych. Często uczestnicy takich wyjazdów śpią też w namiotach (dawniej pod pałatką), a nieraz noszą też w plecakach artykuły żywnościowe, przydające się w miejscach, w których do najbliższego sklepu spożywczego jest nieraz kilka godzin marszu.

## Zalety
- podczas obozu wędrownego uczestnicy mają możliwość zwiedzenia większej liczby miejsc mniejszym kosztem
- długoczasowy (wielogodzinny) umiarkowany i zrównoważony wysiłek fizyczny (jakim najczęściej jest marsz) pomaga w długofalowym utrzymaniu kondycji zdrowotnej i fizycznej organizmu
- noclegi w nowym lokalizacjach, w szczególności np. w namiotach pozwalają nieraz znacznie zmniejszyć koszty imprezy
- posiadanie całości wyposażenia przy sobie umożliwia ewentualne nagłe zmiany planów oraz zapobiega utracie wyposażenia (pozostawionego bez opieki w przypadku innych rodzajów turystyki)
- umożliwia łatwiejsze przebywanie w takich rejonach świata, gdzie nie jest rozwinięta infrastruktura noclegowa lub transportowa

## Wady
- konieczność transportowania całości wyposażenia (oraz żywności) każdego dnia
- konieczność przygotowania miejsca noclegu każdego dnia od nowa
- konieczność posiadania mniejszej ilości oraz optymalniej dobranego (niekiedy kosztownego) wyposażenia
- mniejsza mobilność od obozów stacjonarnych (rozumiana jako prędkość poruszania się) ze względu na obciążenie wyposażeniem
- większa możliwość przeciążenia organizmu wysiłkiem w przypadku nieodpowiednio dobranego tempa i rodzaju aktywności